# Atoll Saint-François
L'atoll Saint-François est un atoll inhabité des îles Extérieures aux Seychelles dans l'océan Indien.

## Géographie

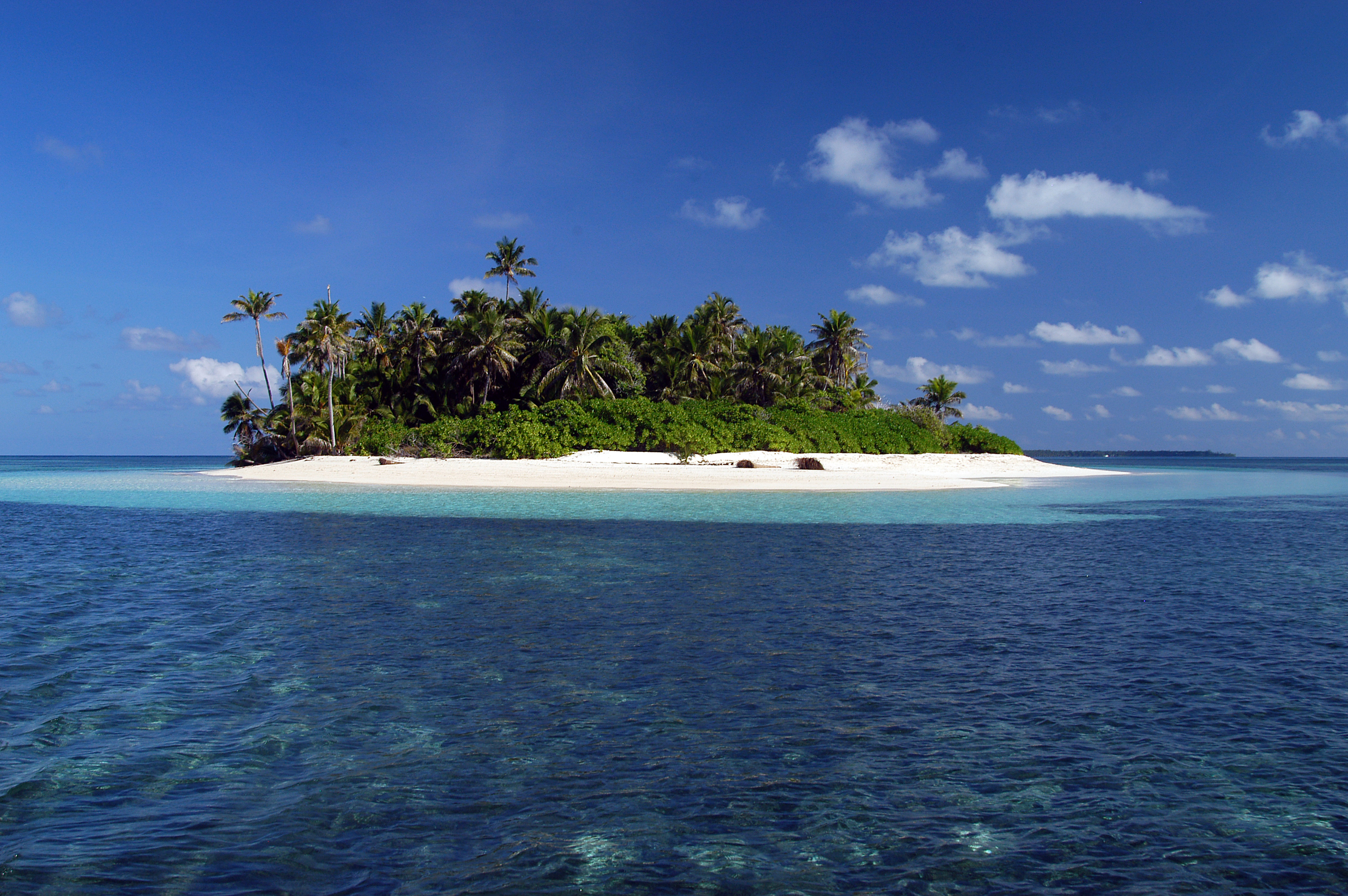
Vue de l'île Bijoutier.

L'atoll Saint-François est situé dans le centre des Seychelles et des îles Extérieures. Il est l'un des deux atolls du groupe Alphonse, le deuxième étant l'atoll Alphonse situé à trois kilomètres au nord. De forme allongée avec environ quinze kilomètres de longueur dans le sens nord-sud pour environ cinq kilomètres de largeur, il est le plus grand atoll du groupe Alphonse avec plus de 40 km2 de superficie totale, lagon inclus, pour seulement 0,196 km2 de terres émergées. Ces terres émergées sont représentées par l'île Bijoutier dans le Nord de l'atoll et l'île Saint-François, la plus grande, dans le Sud de l'atoll.
Les deux îles de l'archipel sont d'origine coralliennes. Elles sont couvertes d'une végétation tropicale et sont inhabitées. Leurs côtes sont composées de plage de sable. Elles reposent sur le récif corallien de l'atoll qui présente une excroissance circulaire à son extrémité septentrionale, là où se trouve l'île Bijoutier.

## Histoire
Peut-être découvert plus tôt par les Africains ou des marins Arabes ou Indiens, l'atoll Saint-François est découvert avec certitude le 28 janvier 1730 par Alphonse de Pontevez, le commandant français de la frégate Le Lys. Il nomme alors l'atoll en l'honneur de Saint-François de Sales qui est fêté fin janvier.

### Référence
- (en) Cet article est partiellement ou en totalité issu de l’article de Wikipédia en anglais intitulé « St. François Atoll » (voir la liste des auteurs).